# Luftfartsselskaber på Grønland
Dette er en liste over flyselskaber der pt. opererer i Grønland.
| Flyselskab    | IATA | ICAO | Kaldesignal | Grundlagt |
| ------------- | ---- | ---- | ----------- | --------- |
| Air Greenland | GL   | GRL  | GREENLAND   | 1960      |
| AirZafari     | –    | –    | –           | 2010      |